# Anna Karenina (roman)
Anna Karenina (în rusă: Анна Каренина) este un roman scris de Lev Tolstoi și publicat în foiletoane, în intervalul 1875 - 1877. Cu „Anna Karenina”, atenția lui Tolstoi se îndreaptă spre viața contemporană. În raport cu Război și pace, aici sfera de realități și probleme se restrânge: este un roman al vieții de familie. Anna Karenina este considerat cel mai „cinematografic” roman al lui Tolstoi, beneficiind de numeroase ecranizări. Nefericita Anna a fost întruchipată de actrițe celebre: Greta Garbo (1935), Vivien Leigh (1948), Jacqueline Bisset (1985), Sophie Marceau (1997), Keira Knightley (2012).

## Despre roman și scriitor
| “ | Toate familiile fericite se aseamănă între ele ; fiecare familie nefericită este nefericită în felul ei. | ” |

Ca și în „Război și pace”, cadrul social (aproximativ 150 de personaje) este și aici amplu și atent investigat. Problemele aduse în discuție, ilustrate prin cazul personajelor principale, demonstrate de destinul lor, au un caracter diferit, mai puțin social, mai mult individual, mai nuanțat filozofic: sensul și scopul vieții, condițiile morale ale căsătoriei și vieții de familie, relația dintre viața și moarte, dintre iubire și fericire. Privirile scriitorului se extind însă și asupra unui câmp social vast, cuprinzând intelectuali, negustori, țărani, etc. În primul plan însă rămâne lumea nobilimii, în cadrul căreia, cu subliniate tendințe moralizatoare, Tolstoi ține să pună în relief corupția lumii mondene, a aristocrației citadine, căreia îi este opusă, într-un viu efect de contrast, viața simplă, sinceră, pură, a nobilimii rurale, reprezentată de familia Levin.
În 1873, Tolstoi a început să lucreze la următorul lui roman de mari proporții, inspirat parțial din niște evenimente ce au avut loc la o moșie învecinată, unde amanta respinsă a unui nobil s-a sinucis aruncându-se în fața unui tren. Acest subiect, pe fundalul recitirii poeziilor lui Pușkin copiilor săi l-a inspirat să scrie despre o familie cu adevărat nefericită.

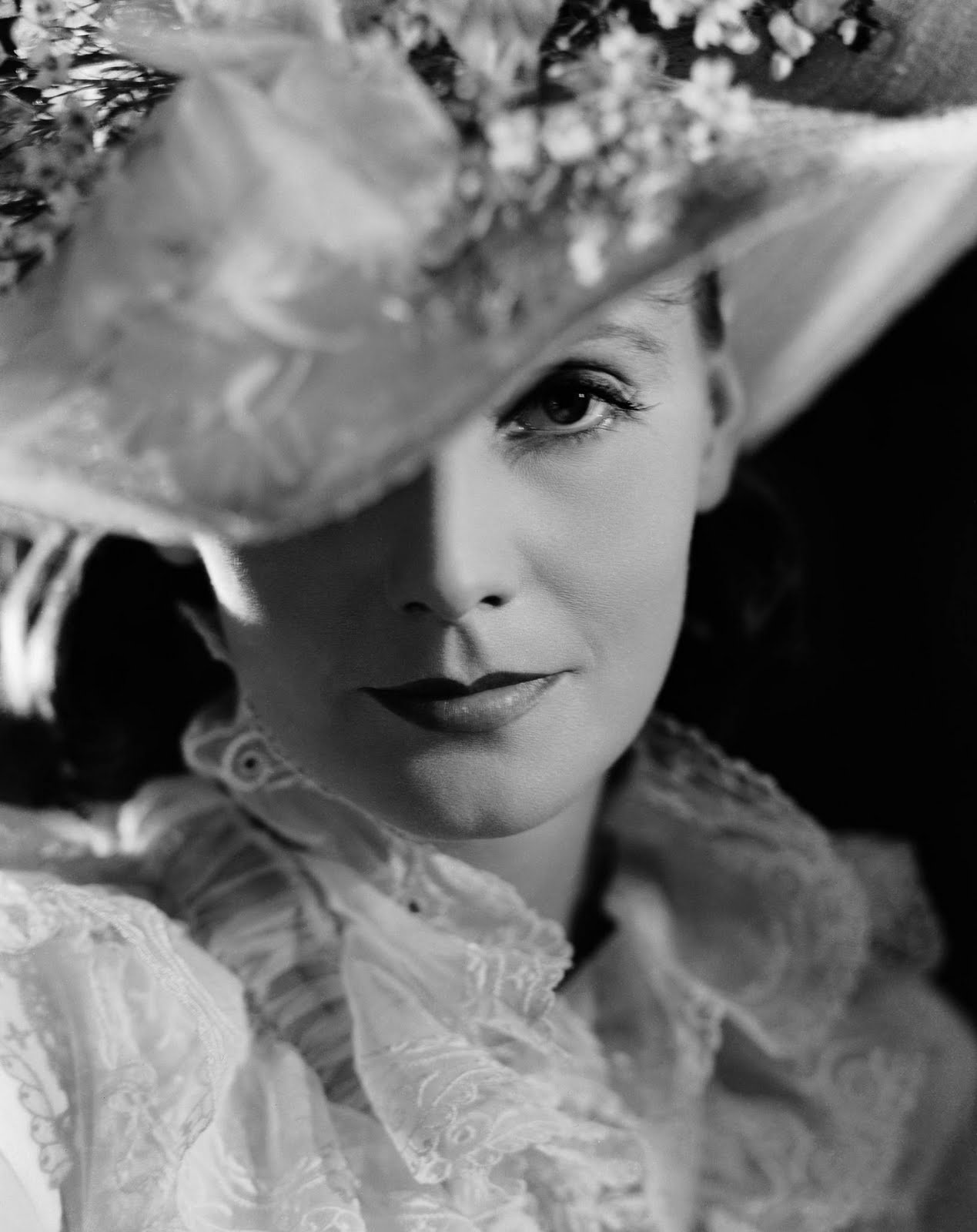
Succesul ecranizării din 1935 a romanului lui Tolstoi a făcut din Greta Garbo imaginea Annei Karenina, cunoscută în toată lumea.

După câteva luni, la finalizarea manuscrisului, în loc să prezinte cartea în forma finală, Tolstoi a decis să dezvolte și să elaboreze textul încă și mai mult. După corectarea și trimiterea acestui exemplar la tipărit, a decis să editeze și să dezvolte textul încă o dată. Stilul lui Tolstoi a fost mereu așa. Fiecare nouă idee îi părea mai strălucită decât cea anterioară și trebuia să revină pe text și să-l corecteze. Totuși, când forma finală a acestui roman ce descria istoria tragică a unei familii a ajuns să fie tipărită, aproape jumătate din text a fost tăiat, iar întârzierile de tipărire erau inevitabile. În 1877, romanul a fost publicat în cele din urmă în întregime.
„Toate familiile fericite seamănă între ele, fiecare familie nefericită este nefericită în felul ei.” Astfel începe romanul, scris și editat cu minuțiozitate, reflectând modul în care autorul percepea dragostea și tragedia.
Răzvrătita Anna Karenina dă frâu liber pasiunii pentru un ofițer îndrăzneț, contele Vronski, și își părăsește căminul lipsit de dragoste pentru a se arunca în brațele unei iubiri pasionale, dar sortite eșecului. Ea își sacrifică astfel copilul și se supune condamnării de către înalta societate moscovită. Povestea tragică a Annei este întrețesută și contrastează cu idila și căsătoria dintre Constantin Levin și Kitty Șcerbațkaia, foarte asemăntoare cu cea dintre Tolstoi și soția sa. Cautând adevărul, Levin își exprimă opiniile despre societatea contemporană, politică și religie, care sunt adesea considerate ca aparținând autorului.

## Conținutul
Este istoria a două iubiri, istorie care se desfășoară paralel, contrapunctic: cea care îi unește pe Kitty și Levin în armonia vieții calme de familie, și iubirea vinovată dintre tânăra soție a bătrânului Karenin și frumosul ofițer, contele Vronski. Rareori în întreaga literatură universală a fost realizat cu atâta finețe și forță de studiu al evoluției sentimentelor - de dragoste pură, de dorință, de suferință, de gelozie, de milă, de remușcare, de obsesii, de disperare - ca cel pe care Tolstoi îl face asupra membrilor triunghiului conjugal. Viața intimă a eroilor se desfășoară pe fondul unor adânci contradicții sociale care le determină în cele din urmă soarta. Problemele sociale fundamentale își găsesc expresia în căutările lui Levin, în incercările lui de a găsi calea cea mai justa în comportare în condițiile dezvoltării capitalismului. Levin suferă la vederea ruinării nobilimii și speră într-o redresare. El se ridică împotriva tendințelor de dezvoltare capitalistă în domeniul agriculturii și luptă pentru găsirea unei limbi comune de înțelegere între mujici și moșieri, în interesul amândurora. Mersul firesc al istoriei contrazice însă teoriile lui Levin și el cade într-un profund pesimism, care-l aduce la un pas de sinucidere. Ca și în „Război și pace”, eroul își capătă liniștea sufletească în urma aflării - tot prin intermediul unui mujic - a „sensului și adevărului” vieții, care pentru el se concretizează în principiul „autodesăvârșirii” morale. Conținutului de idei îi corespunde o măiestrie artistică desăvârșită.

## Personajele
- Anna Arkadievna Karenina - Sora lui Stepan Oblonski, soția lui Alexei Karenin și amanta contelui Vronski
- Contele Alexei Kirilovici Vronski - Amantul Annei. Este militar și aspiră la o carieră militară, ulterior renunță la aceasta.
- Prințul Stepan Arkadievici Oblonski - Soțul Dariei. Temperament sangvinic,chefliu,petrecăreț. Ușor ușuratic.
- Daria Alexandrovna Oblonskaia (Dolly)- Soția lui Stepan. Este dedicată familiei și vieții de familie. Suferă sentimental din cauza infidelității soțului ei.
- Alexei Alexandrovici Karenin - Soțul Annei.Înalt funcționar și om cu relații. Fire rece și introvertită.
- Konstantin Dmitrici Levin - Intelectual preocupat de viata rurală și în special de agricultură. Trăiește o deziluzie atunci când Kitty îi refuză cererea în căsătorie insa nu renunta si este acceptat a doua oara. Se casatoreste plin de sperante intr-o viata de familie plina de armonie dar realitatea se dovedeste a fi alta. Aceasta dezamagire il determina sa mediteze profund la sensul vietii si treptat se transforma dintr-un  liber-cugetător intr-o persoana care va atribui acestui sens pe Dumnezeu  insusi.
- Ekaterina Alexandrovna Șcerbațkaia (Kitty) - Sora Dariei și în final soția lui Levin. Kitty trece printr-o grea perioadă sentimentală în urma rupturii relațiilor amicale cu Vronski, pe care-l iubea. Până la urmă se intoarce la dragostea lui Levin, dar aceasta se simte foarte stanjenita.

## Un roman de referință
Tolstoi nu se autopastișează, ci prezintă, în caracterizarea epocii și mai ales în caracterizarea eroilor, noi și noi trăsături de o nemaiîntalnită profunzime psihologică. Anna, Vronski, Karenin, Levin, Kitty, și numeroase alte personaje din roman reprezintă realizări artistice excepționale.
Neobișnuita amploare a preocupărilor, năzuința de a înțelege în întregime cele mai complexe probleme ale progresului uman și neobosita căutare a adevărului, sunt trăsăturile de bază ale drumului de creație străbătut de marele scriitor, care s-a ridicat pe cele mai înalte culmi ale culturii mondiale și a cărui operă a constituit un pas înainte în dezvoltarea artistică a omenirii.

## Afirmarea personalității în romanul "Anna Karenina"
Romanul lui Lev Tolstoi, ”Anna Karenina”, este unanim recunoscut ca fiind unul din piscurile cele mai înalte ale artei literare. Totodată este si romanul cel mai  ”clasic” nu numai în literatura rusă ci și în literatura universală întrucât, cum observa la timpul său și Ibrăileanu, ”nici un roman din literatura universală nu întrunește atât de multe si variate însușiri ”. 
Romanul  dezvoltă nevoia de a adopta o atitudine fermă  pentru a te face înțeles și pentru ca toată lumea să îți perceapă adevărata personalitate și nu doar exteriorul.
Anna Karenina își afimă personalitatea încă din incipit, însă, doar pe parcursul operei o putem înțelege mai bine. Ea denotă o tărie de caracter impresionantă, pe care multe dintre femei nu au putut-o dobândi niciodată, și care o va ajuta să depășească  momentele grele la care este supusă de societatea în care trăiește. 
Deși îi sunt puse la îndoială onestitatea și principiile, Anna este singura care are curajul să renunțe la tot pentru a fi împlinită în iubire. Pentru o fărâmă de dragoste, pe care, de altfel, a așteptat-o și de la soțul ei de-a lungul anilor de căsătorie, va renunța la fiul ei, la dragostea acestuia, și la poziția pe care o avea în societate.
Durerea de a vedea o femeie că se chinuie din cauza propriilor gânduri, sentimente și emoții trăite, așa cum face Anna, care împlinită acum pe plan amoros, devine goală pe dinăuntru, datorită fiului pierdut, care de altfel a fost până să-l întâlnească pe Vronski, singura ei rațiune de a trăi, poate schimba drastic imaginea societății.        
Anna Arkadievna, persoană sociabilă, prietenoasă cu cei ce o înconjoară, a știut mereu să își afirme personalitatea, lucru dovedit de faptul că a învățat cum să își facă  punctele de vedere ascultate, dar mai ales, înțelese de toată lumea.

## Critică
„Fără îndoială că ai citit cărțile lui Tolstoi „Război și pace” și „Anna Karenina”. Nu am cunoscut fericire până în vara aceasta, iar acum am sentimentul că am întâlnit perfecțiunea în reprezentarea vieții omenești. Viața pare într-adevăr mai puțin reală decât relatarea ei. O veridicitate atât de infailibilă! Impresia produsă mă obsedează așa cum nu mi s-a mai întâmplat cu nicio lucrare literară până acum.”—William James, într-o scrisoare către Henry James
„E o opera de artă perfectă, o carte absolut deosebită de cele ce se publică în Europa.”—F.M. Dostoievski, despre „Anna Karenina”

## Ecranizări
- Anna Karenina (film din 1927), cu Greta Garbo
- Anna Karenina (film din 1935), cu Greta Garbo
- Anna Karenina (film din 1948), cu Vivien Leigh
- Anna Karenina (film din 1967), cu Tatiana Samoilova
- Anna Karenina (film din 1985), cu Jacqueline Bisset
- Anna Karenina (film din 1997), cu Sophie Marceau
- Anna Karenina (film din 2012), cu Keira Knightley
- Anna Karenina (film 2013), cu Vittoria Puccini